# Калиновка (Ибресинский район)
Кали́новка (чув. Калиновка) — посёлок в Ибресинском районе Чувашской Республики Российской Федерации. Входит в состав Берёзовского сельского поселения.

## География
Находится в центральной части Чувашии, в пределах Чувашского плато, являющегося частью Приволжской возвышенности, у реки Кочкарка.

## История
В 1958 году указом Президиума Верховного Совета РСФСР посёлок имени Ворошилова переименован в посёлок Калиновка.

## Население
| 2010 | 2012 |
| ---- | ---- |
| 21   | ↗37  |

По всероссийской переписи 2002 года проживали 28 человек, по 14 мужчин и женщин. Все 100 % чуваши.

## Инфраструктура
Личное подсобное хозяйство.